# On Duke’s Birthday
On Duke’s Birthday (mit dem Untertitel: Dedicated to the memory of Duke Ellington) ist ein Jazzalbum des Mike Westbrook Orchestra, das live bei einem Konzert am 12. Mai 1984 im Grand Theatre, Maison de la Culture in Amiens anlässlich des zehnten Todestages von Ellington mitgeschnitten wurde. Es erschien zunächst als Doppel-Album auf HatHut Records; 2007 wurde es als CD wiederveröffentlicht.

## Das Album
Der Autor Art Lange weist gleich zu Beginn seiner Ausführungen in den Liner Notes auf das mögliche Missverständnis hin, dass der Titel des Albums auslösen könne: „On Duke’s Birthday sei weder eine Übung in Nostalgie noch ein Salut an die Swingära oder gar die Reinkarnation der Big Band in zeitgenössischer Weise. Es sei auch kein Recycling von Ellingtons Riffs, Licks, Tönen oder Texturen, und - obwohl letztendlich Ellingtons Einfluss so enorm und allumfassend ist, dass es nahezu unmöglich sei, völlig frei von den Ideen Dukes zu sein - sind es eindeutig Mike Westbrooks eigene Bestrebungen und Methoden,“ die auf dem Album zu hören sind.

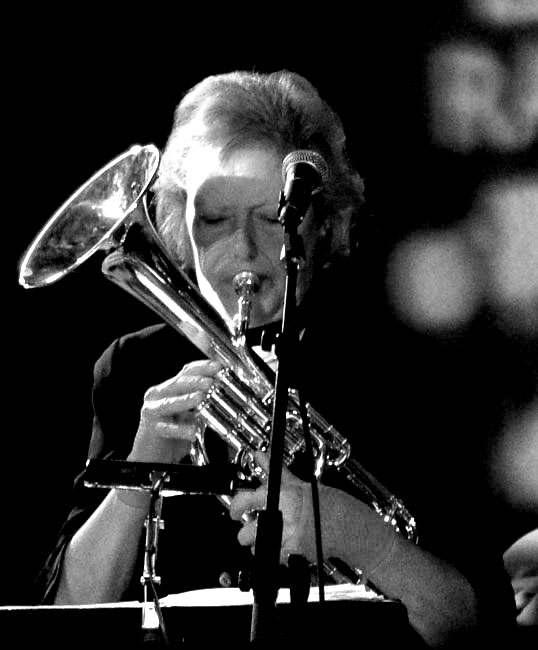
Kate Westbrook, Queen Elisabeth Hall, 10. November 2006

Ian Carr merkte zu Mike Westbrook an, dass dieser seinem Kollegen Duke Ellington jedes Jahr zu dessen Geburtstag am 29. April eine Party gebe; und dieses Bigband-Album sei seine ganz persönliche Hommage an den Meister. Zu Duke Ellingtons zehntem Todestag erhielt Westbrook von der Organisationen Le Temps du Jazz in Amiens und Jazz en france in Angoulême den Kompositionsauftrag zu diesem Jahrestag; das Werk wurde am 12. Mai in Amiens und am 7. Juni in Angoulême aufgeführt.
Mike Westbrook selbst äußerte sich 1985 zu dem Album: „Ich versuchte eine harmonische Sprache zu schaffen, die Themen miteinander zu verbinden, die Dinge harmonisch und melodisch zu verschmelzen, und so sind da überall Querverweise.“ Lange sieht in den sich langsam entwickelnden Themen des Albums Berührungspunkte mit Gil Evans’ The Monday Night Orchestra

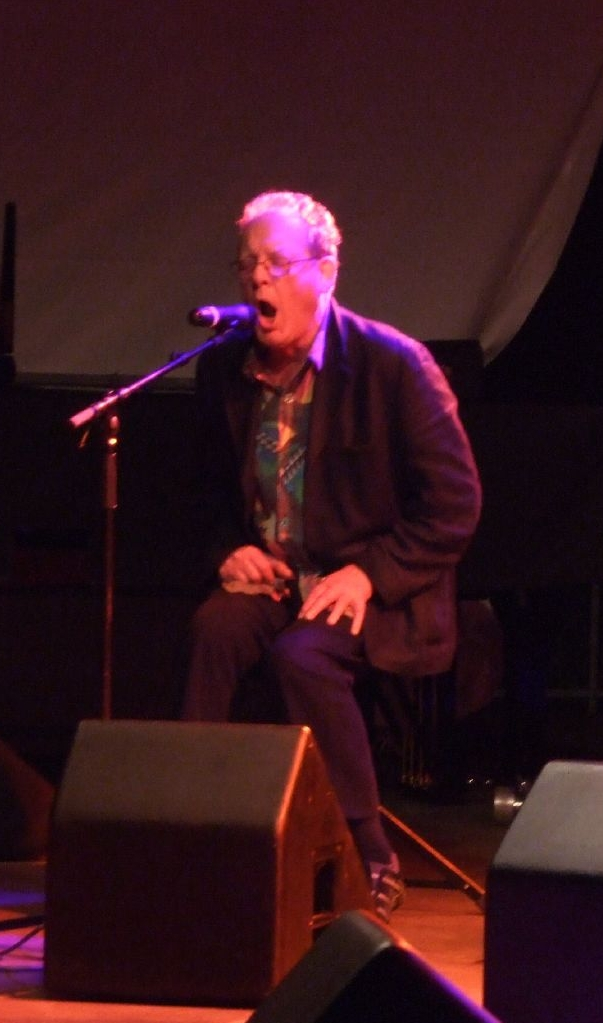
Phil Minton

Der Konzertmitschnitt beginnt mit einem einfachen Thema, das Mike Westbrook solistisch am Klavier vorstellt (Checking in At Hotel Le Prieuré); am Ende des Konzerts wird es in Music Is… wiederaufgenommen. Der Geiger Dominique Pifarély spielt ein vom Bläsersatz eingerahmtes Solo, das einen Bezug zu Ray Nances solistischen Einlagen im Duke Ellington Orchestra herstellt; schließlich Bläser und Geige in Call and Response Spielweise. Das suitenartige On Duke’s Birthday I eröffnet mit einem Solo der Cellistin Georgie Born; das Stück hat seine Wurzeln in der bittersüßen, pastoralen (Lange) englischen Folk-Tradition, die von Komponisten wie Frederick Delius, George Butterworth, Ernest John Moeran und Gerald Finzi thematisiert wurde. Nach einem brodelnde Ensemblespiel folgt ein meditatives, düsteres Bambusflöten-Solo von Kate Westbrook. Das Thema ist eine Reminiszenz an die frühen Ellington-Suiten The Mooche, Black and Tan Fantasy und East St. Louis Toodle-Oo.

Das Stück geht über in East Stratford Too-Doo, das melancholisch-sphärisch beginnt und schließlich in eine ruhige, warme Bigband-Atmosphäre mündet; die Hauptsolisten sind hier Pifarély und Chris Biscoe am Baritonsaxophon, sowie am Schluss Katie Westbrook und Phil Minton als Sänger.East Stratford Too Doo antwortet thematisch auf Ellingtons Strukturen in Such Sweet Thunder

On Duke’s Birthday II beginnt mit einer langsamen thematischen Einleitung durch Mike Westbrook, die vom Bassisten Steve Cook und dem Geiger Pifarély aufgenommen wird. Solistisch hervorgehoben sind Chris Biscoe am Altsaxophon, Brian Godding an der E-Gitarre und Phil Minton auf der gestopften Trompete, die mit ihren Wah wah-Effekten an Rex Stewart erinnern soll. Das abschließende Music Is… greift noch einmal summarisch die Themen des Konzerts auf; Pifarely leitet mit dem Thema ein, begleitet von Pianist Westbrook und Bassist Steve Cook, bis schließlich gleitend die Band einsetzt, zunächst Posaunist Danilo Terenzi, bis schließlich der ganze Bläsersatz dynamische Akzente setzt und das Finale einleitet, das Phil Minton und Kate Westbrook singen: Music Is…

## Bewertung des Albums

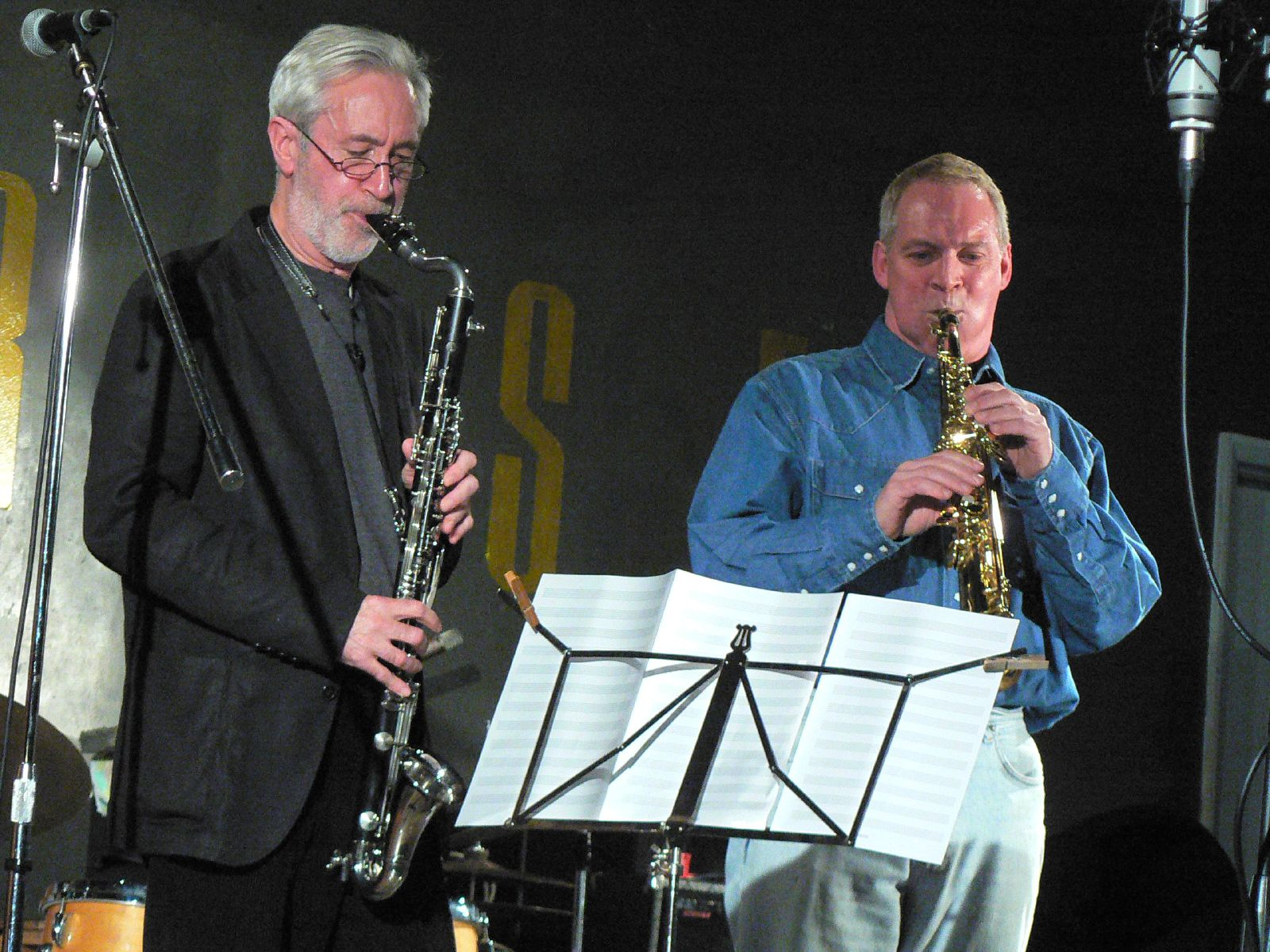
Chris Biscoe (links) 2007 auf dem Paul-Rutherford-Memorial-Concert

Thom Jurek schrieb in AllMusic, On Duke’s Birthday sei in vielerlei Hinsicht das erfreulichste Album Mike Westbrooks. Es sei schwierig die Musik zu beschreiben, aber sie sei einfach geistreich. Westbrook habe eine Suite von fünf thematischen und musikalischen Konversationen für ein größeres Ensemble geschrieben. Alle seien individuelle Stücke in einer durchstrukturierten Form, wie man sie von Westbrooks sonstiger Arbeit kenne, thematisch noch vergleichbar den impressionistischen Ensembles Gil Evans’.
Richard Cook und Brian Morton halten On Duke’s Birthday für eines der besten Album in der Diskografie des Bandleaders und Komponisten und bewerteten es mit der Höchstnote von vier Sternen. Auch Ian Carr hob im Jazz - Rough Guide das Album als eines der bedeutendsten in Westbrooks Diskografie hervor.
John Fordham beurteilte 2007 im Guardian das Album mit vier von fünf Sternen. Er stellte heraus, dass dieses Album nicht nur die Tiefe von Westbrooks Jazzwurzeln bestätige, sondern auch zeige, wie effizient er den Geist seiner größten Helden beschwören könne, ohne diese zu imitieren.

## Die Titel
- Mike Westbrook Orchestra: On Duke’s Birthday – Dedicated to the memory of Duke Ellington (HatOLOGY 635)
  1. Checking in At Hotel Le Prieuré,  8:34
  2. On Duke’s Birthday I,  16:10
  3. East Stratford Too-Doo,  21:08
  4. On Duke’s Birthday II,  16:10
  5. Music Is…,  12:29
- Alle Kompositionen stammen von Mike Westbrook.

## Quellen

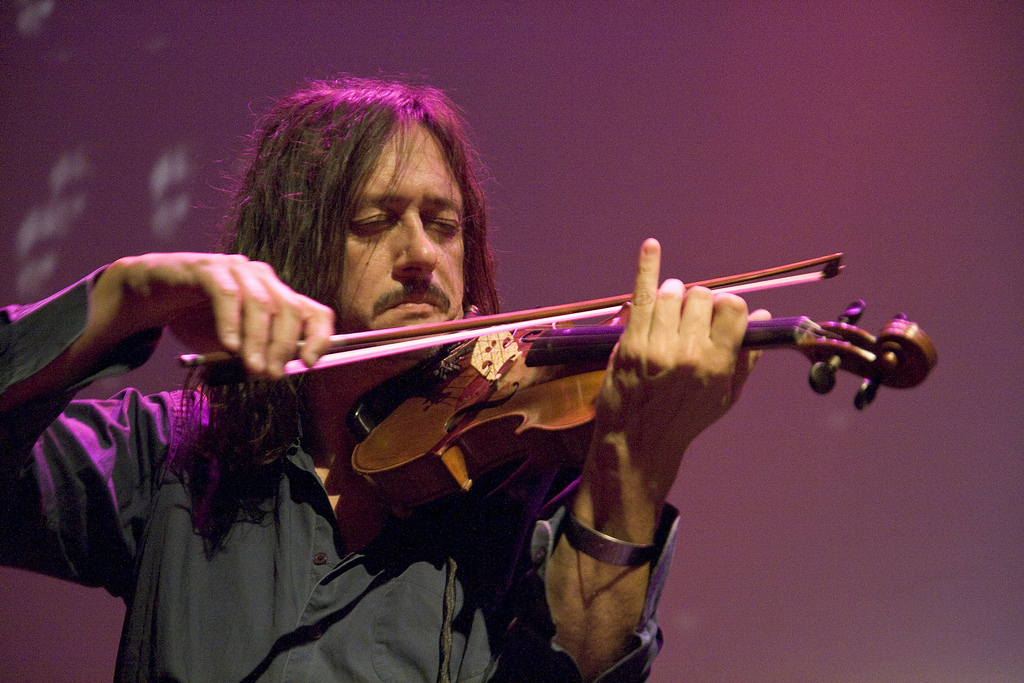
Dominique Pifarély, 2006.